# Broar i Västerbotten
Västerbottens broar kan ses som en del av länets kulturhistoria, förutom de praktiska syften de också fyller för att möjliggöra kommunikation med olika färdmedel samt även till fots runt om i länet. Mellan 1988 och 1995 gjorde Länsstyrelsen i Västerbotten en inventering av länets broar. Av de drygt 200 inventerade broarna klassificerades då 71 som kulturhistoriskt värdefulla.

## Historik
I äldre tider, till början av 1700-talet efter kusten och till mitten av 1800-talet i inlandet, fanns inget vägnät att tala om i Västerbotten. På sommaren tog sig folk fram till fots, till häst eller med båt på älvar och sjöar. De längre varutransporterna skedde med fartyg längs kusten. På vintern användes häst och slädje (eller ren och ackja). Den vanligaste brotypen i äldre tider var träbroar. Under 1850-talet intresserade sig landshövding Gustaf Munthe för frågan om en stadsbro över Umeåälven, något som också blev av och 1863 invigdes Gamla bron.[källa behövs]
Under senare delen av 1800-talet och början av 1900-talet anlades broar för järnväg i Västerbotten. Dessa karaktäriseras, enligt Västerbottens museum, av att "de är stora och de är alla byggda av Statens Järnvägar". Älvar och åar var större än de varit vid järnvägsbyggen i södra Sverige och samtidigt att kompetensen för brobyggen gått fram, när det var tid att bygga järnvägsbroar i Västerbotten. Broarna byggdes därför av företrädesvis av plåtbalkar, fackverksbalkar och betong.
Under 1900-talet byggdes ett flertal broar i Umeå i takt med stadens framväxt, däribland Kyrkbron, Tegsbron, Sörforsbron och Obbolabron.[källa behövs]

## Länsstyrelsens inventering
Mellan 1988 och 1995 gjorde Länsstyrelsen i Västerbotten en inventering av länets broar. Av de drygt 200 inventerade broarna klassificerades då 71 som kulturhistoriskt värdefulla.

## Dagens broar

### Broar i Umeregionen
- Gamla bron
- Kolbäcksbron
- Kyrkbron, Umeå
- Notvarpsbron
- Svingen
- Sörforsbron
- Tegsbron
- Umeälvsbron
- Obbolabron

### Broar i Skellefteå kommun

#### Broar över Skellefteälven
- Lejonströmsbron (1737)[3]
- Parkbron (1913)[4]
- Viktoriabron, Skellefteå (1961)[4]
- Älvsbackabron (2011)[5]
- Karlsgårdsbron (pågående 2025)[6][7]